# Quinta das Marianas
A Quinta das Marianas é um bairro sito na Parede, Município de Cascais.
A urbanização situa-se na União das Freguesias de Carcavelos e Parede, do lado direito da ribeira das Marianas e à entrada da vila de Carcavelos, inserida entre a Avenida da República (a norte), a Quinta da Corriola (a oeste) e a Rua Doutor Manuel de Arriaga (a sul). 
A atual urbanização compõe-se de vários edifícios de apartamentos de cinco pisos com 484 fogos e espaços comerciais e de serviços. 
Sucedeu ao bairro de lata que aí se encontrava e que foi erradicado pelo PER. Juntamente com a Quinta da Tainha foi um dos dois bairros de lata presentes na freguesia da Parede, e o maior do concelho.

## Caracterização
O bairro ocupa os terrenos de uma antiga quinta no limite leste da antiga freguesia da Parede, definido pela ribeira das Marianas. A proximidade com esta linha de água significa que o bairro integra parcialmente zonas suscetíveis a cheias. A proximidade com o litoral e com o caminho de ferro, bem como a própria localização na Costa do Estoril (que possibilitava o acesso a trabalhos sazonais ou permanentes na áreas da industria hoteleira, serviços domésticos e construção civil) explicam a ocupação da Quinta das Marianas.
O bairro existia já pela década de 1970, contando na seguinte com cerca de 100 famílias de várias etnias. Compunha-se de vários alojamentos autoconstruídos com recurso a madeira e zinco, possuindo geralmente um único piso e chão de cimento e que eram melhorados ou aumentados conforme os recursos ou a expansão do agregado familiar. O bairro não dispunha de serviços básicos. Assim, o abastecimento de água era feito através de um único chafariz e os resíduos eram despejados em terrenos baldios, que serviam também de zona de recreio para os mais jovens. Algumas parcelas eram também usadas como áreas de cultivo ou para a criação de gado.
A sua população foi variando ao longo dos tempos, vindo nas décadas seguintes a acolher sobretudo migrantes das antigas colónias (especialmente da Guiné-Bissau) que satisfaziam a procura por mão-de-obra em setores como a construção civil, no qual a maioria dos residentes exercia a sua atividade.

O bairro foi incluído no PER Cascais, para o qual foi levado a cabo um recenseamento da sua população em 1993. Possuía então 368 barracas onde viviam 833 agregados familiares. A demolição do bairro ficou concluída em 2006, sendo os seus moradores realojados em diversos bairros sociais do concelho, especialmente na Douroana e pela freguesia de São Domingos de Rana.